# Galaga
Galaga es un videojuego matamarcianos creado en 1981 por la empresa Namco. Fue diseñado como el sucesor del Galaxian (1979).

## Objetivo del juego
El jugador controla una nave que debe enfrentarse contra un enjambre de alienígenas con forma de insecto que le atacarán disparando bombas y actuando como kamikazes. Cuando inicia el juego, los alienígenas no aparecen inmediatamente. En su lugar, aparecen haciendo piruetas para después tomar un lugar en una formación. No disparan cuando están allí, solo lo hacen cuando salen de la formación para tratar de acercarse lo más posible al jugador y así aniquilarlo.
Adicionalmente, encima de los alienígenas "comunes" se encuentran los "Boss Galaga". Estos alienígenas tienen dos pecularidades:
- Necesitan dos disparos para ser eliminados.
- Tienen el poder de usar el llamado "Tractor Beam". Cuando un Boss esté a medio camino entre la formación y el jugador, usará un láser para tratar de secuestrar la nave. El jugador puede rescatarla disparando al Boss Galaga, lo que hará que la nave secuestrada se coloque al lado de la actual, pudiendo disparar así dos bombas al mismo tiempo.

Cada tres niveles el jugador podrá participar en un "Challenging Stage", donde deberá disparar a 40 alienígenas, los cuales harán diferentes piruetas para no ser eliminados. Si se los consigue eliminar a todos, el juego regalará 10000 puntos como premio, de lo contrario 100 por cada uno.
A partir del Nivel 4, los enemigos "comunes" se pueden triplicar en tres alienígenas iguales.
En la tabla de puntuaciones de Galaga para la Nintendo Entertainment System cada millón se le suma una nave a la parte de abajo del marcador, y cuando llega a los 7 millones se desaparecen las naves y sale escrito "Hero 7" que significa que has alcanzado los 7 millones de puntos, y al llegar a los 10 millones aparecerá como "Hero A"

## Versiones domésticas

### Consolas
- Sega SG-1000 (1983, "Sega Galaga" – Sega)
- Atari 7800 (1984)
- Nintendo Famicom (1985)
- Nintendo Famicom Disk system (1990)
- Nintendo Game Boy (1995, "Galaga & Galaxian")
- Sony PlayStation (1995, "Namco Museum Vol.1")
- Sony PlayStation (1995, "Tekken") : se pueden jugar solo los "Challenging Stage" mientras se carga el juego.
- Nintendo 64 (1999, "Namco Museum 64")
- Sega Dreamcast (1999, "Namco Museum")
- Sony PlayStation 2 (2001, "Namco Museum")
- Nintendo Game Boy Advance (2001, "Namco Museum")
- Nintendo GameCube (2002, "Namco Museum")
- Microsoft XBOX (2002, "Namco Museum")
- Sony PlayStation 2 (2005, "Namco Museum 50th Anniversary")
- Microsoft XBOX (2005, "Namco Museum 50th Anniversary")
- Nintendo GameCube (2005, "Namco Museum 50th Anniversary")
- Nintendo Game Boy Advance (2005, "Namco Museum 50th Anniversary")
- PlayStation Portable (2005, "Namco Museum Battle Collection") : una nueva versión "Arrangement" exclusiva para esta consola está también incluida.
- Microsoft XBOX 360 (2006, como un juego Live Arcade descargable)
- Nintendo DS (2008, "Namco Museum DS")
- Sony Playstation 4 (Playstation Store)
- Pacman Console (34 anniversary)

### Computadoras
- Commodore C64 (1982)
- BBC B (1983, "Zalaga" – Aardvark)
- Acorn Electron (1984, "Zalaga" – Aardvark)
- Tandy Color Computer (1984, "Galagon")
- MSX (1984)
- Fujitsu FM-7 (1985)
- Fujitsu FM-77 (1985)
- Sharp MZ2500
- PC - MS-DOS (1997, "Champ Galagon" - CHAMProgramming)
- PC - Microsoft Windows, CD-ROM (2005, "Namco Museum 50th Anniversary")

### Otros
- Arcade (1995, "Namco Classics Collection Vol.1")
- Ms. Pac-Man TV Game (2004 - Jakk's Pacific)
- Ms. Pac-Man TV Game (versión inalámbrica) (2005 - Jakk's Pacific)

## Serie
Galaga es el segundo juego de la serie iniciada por el Galaxian.
- Galaxian (1979)
- Galaga (1981)
- Gaplus (1984) también conocido como "Galaga 3".
- Galaga '88 (1987)
- Galaxian3 (1990)
- Galaxian3 Theatre 6 : Project Dragoon (1990)
- Galaxian3 Theatre 6 J2 : Attack Of The Zolgear (1994)
- Galaga - Destination Earth (2000, Nintendo Game Boy Color, PC y Sony PlayStation)
- Galaga Legions (2008, Xbox Live Arcade)
- Galaga Legions DX (2011, PlayStation Network y Xbox Live Arcade)

## Clones
- Gallag: Esta versión es idéntica a la original, pero en lugar del copyright de Namco dice "1 9 8 2", mientras que el texto "Gallag" aparece en lugar de "Galaga".
- Gatsbee: Una versión con gráficos modificados.